# Beameromyia dicrana
Beameromyia dicrana là một loài ruồi trong họ Asilidae. Beameromyia dicrana được Scarbrough miêu tả năm 1997. Loài này phân bố ở vùng Tân nhiệt đới.